# Tsingy de Bemaraha
Tsingy de Bemaraha är ett naturreservat i Madagaskar som präglas av kalkstenslandskap med imponerande tsingy och en skog av "kalkstensnålar". 
Genom reservatet rinner floden Manambolo genom en kanjon. Här finns orörda skogar, sjöar och mangroveträsk, utrotningshotade lemurer och fåglar.